# Levulinato di calcio
Il levulinato di calcio è il sale di calcio dell'acido levulinico.
A temperatura ambiente si presenta come un solido bianco dall'odore caratteristico.